# Территория Бельфор
Территория Бельфо́р (фр. Territoire de Belfort) — небольшой департамент на востоке Франции, один из департаментов региона Бургундия — Франш-Конте. Он был образован в 1922 году на месте территории, бывшей частью региона Эльзас и оставшейся в составе Франции после её поражения во Франко-прусской войне в 1871 году. Порядковый номер — 90. Административный центр — Бельфор. Население — 146 475 человек (97-е место среди департаментов, данные 2010 года).

## География
Площадь территории — 609 км². Департамент включает 1 округ, 15 кантонов и 102 коммуны.

## История образования департамента
Административно-территориальное образование под названием Территория Бельфор появилось в 1871 году в результате Франкфуртского мирного договора, заключенного между Германией и Францией по окончании Франко-прусской войны 1870—1871 годов. Несмотря на то, что новообразованная Германская империя по условиям этого договора аннексировала большую часть Эльзаса и четверть территории Лотарингии, вплоть до границ Верхнего Рейна на юго-западе, город Бельфор остался в составе Франции и, таким образом, стал отделён от остальной части Эльзаса. Существовало три основные причины такого решения:
- главная причина имела стратегический характер: после утраты большей части Эльзаса и его укреплений, могучая крепость Бельфора, защищенная с севера горной цепью Вогезов, а с юга – Швейцарией и горным массивом Юра, служила надёжным препятствием на пути возможного вторжения;
- население вокруг Бельфора было франкоговорящим (тогда как население остальной части Эльзаса разговаривало на эльзасском диалекте, входящем в германскую языковую группу); но это обстоятельство не стало правилом, поскольку всё же были аннексированы несколько франкоговорящих деревень вокруг Бельфора (и они сейчас являются частью эльзасского департамента Верхний Рейн);
- и наконец, знак уважения: в ходе осады гарнизон Бельфора под командованием полковника Пьера Данфер-Рошро оказал героическое сопротивление прусским войскам; а депутат от Бельфора, известный католик Эмиль Келлер, также провёл героическую битву в стенах Национальной ассамблеи за то, чтобы Бельфор остался принадлежать Франции; атмосфера в обществе не позволяла допустить мысль о том, что город после войны можно уступить Германии.

После долговременного сохранения своего специального статуса территории в ожидании возвращения Эльзаса в границы Франции, в 1922 году Территория Бельфор была официально провозглашена 90-м французским департаментом. Согласно принятому во Франции в 1982 году законодательству о децентрализации, были учреждены административно-территориальные образования – французские регионы и Территория Бельфор была включена в состав региона Франш-Конте, вместо региона Эльзас.

## Транспортные коммуникации
Благодаря своему географическому расположению так называемые Бургундские ворота (или фр. Trouée de Belfort) всегда были транспортным коридором в форме горлышка между двумя речными бассейнами: Рейна и Роны. Эти две реки, начиная с 1832 года, связаны судоходным каналом Рейн — Рона. Проект другого канала — канала Верхней Соны — хоть и был не завершён до войны в верховье Соны, позволил после 1871 года загружать баржи тяжелым грузом на окраинах Бельфора. В наше время водные артерии департамента не используются для коммерческих перевозок по причине сложных судоходных условий (на стороне Эльзаса имеются многочисленные шлюзы, на стороне Франш-Конте проводится лесоустройство в Ду).
По территории департамента проходит автомагистраль A36, имеющая по три полосы в обе стороны на важных участках. Также через департамент проложена высокоскоростная железнодорожная линия LGV Рейн – Рона и построен вокзал TGV Бельфор — Монбельяр.

## Туризм
В департаменте имеется большое количество разнообразных пейзажных и ландшафтных достопримечательностей, имеющих как историческую, так и геологическую основу. Важнейшие из них — Бельфорский лев, Вершина Вогезов (фр. Ballon d'Alsace), горный массив Вогезов, крупное озеро Мальзоси.